# Johannes Lukas
Johannes Lukas, född 24 juni 1993 i München, är en tysk skidskyttetränare.
Johannes Lukas är sedan 2019 tränare för det svenska skidskyttelandslaget. Han var tidigare assistent till Wolfgang Pichler.

## Utbildning och karriär
Johannes Lukas tvingades sluta sin skidskyttekarriär redan som 21-åring, på grund av skador. Johannes Lukas studerade idrottsvetenskap vid Münchens tekniska universitet. Då han 2015 behövde en praktikplats hörde han av sig till Wolfgang Pichler, med en förfrågan att få komma till ett träningsläger. Senare kom han att bli ansvarig för teknikträning och styrketräning, för att därefter bli Pichlers assistent, och så småningom efterträdare.